# 建水站
建水站是位于中华人民共和国云南省红河哈尼族彝族自治州建水县临安镇的一个铁路车站，原同名站为蒙宝铁路车站，后将名称转移至该站，邮政编码654300。车站建于2013年，有玉蒙铁路经过该站，办理客运业务，车站及其上下行区间均为电气化铁路。车站隶属中国铁路昆明局集团开远车务段。

## 車站周邊
- 团结水库

## 业务办理
客运办理旅客乘降，行李，包裹托运业务。货运办理整车，零担到发业务。

## 相邻车站

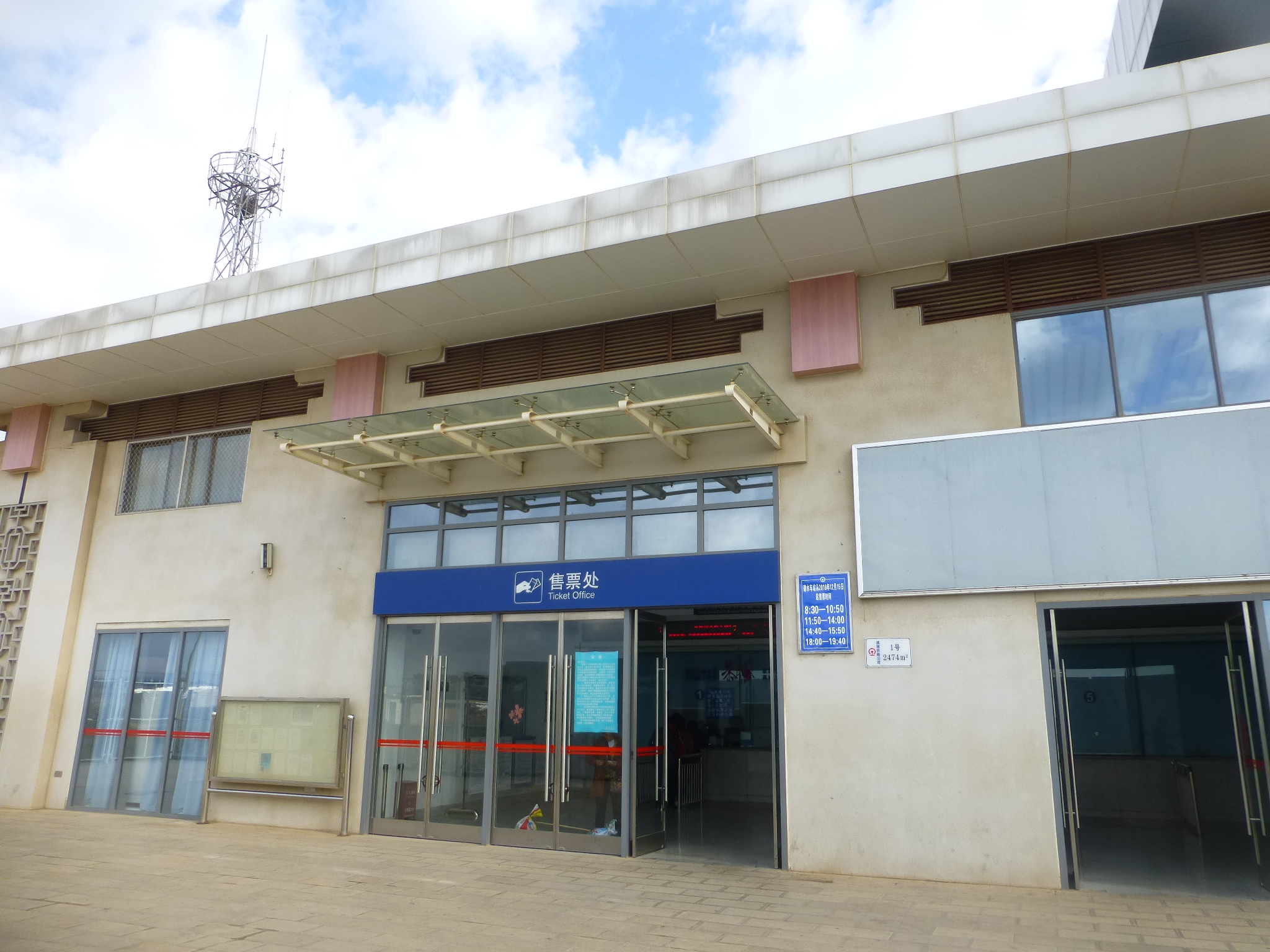
售票处

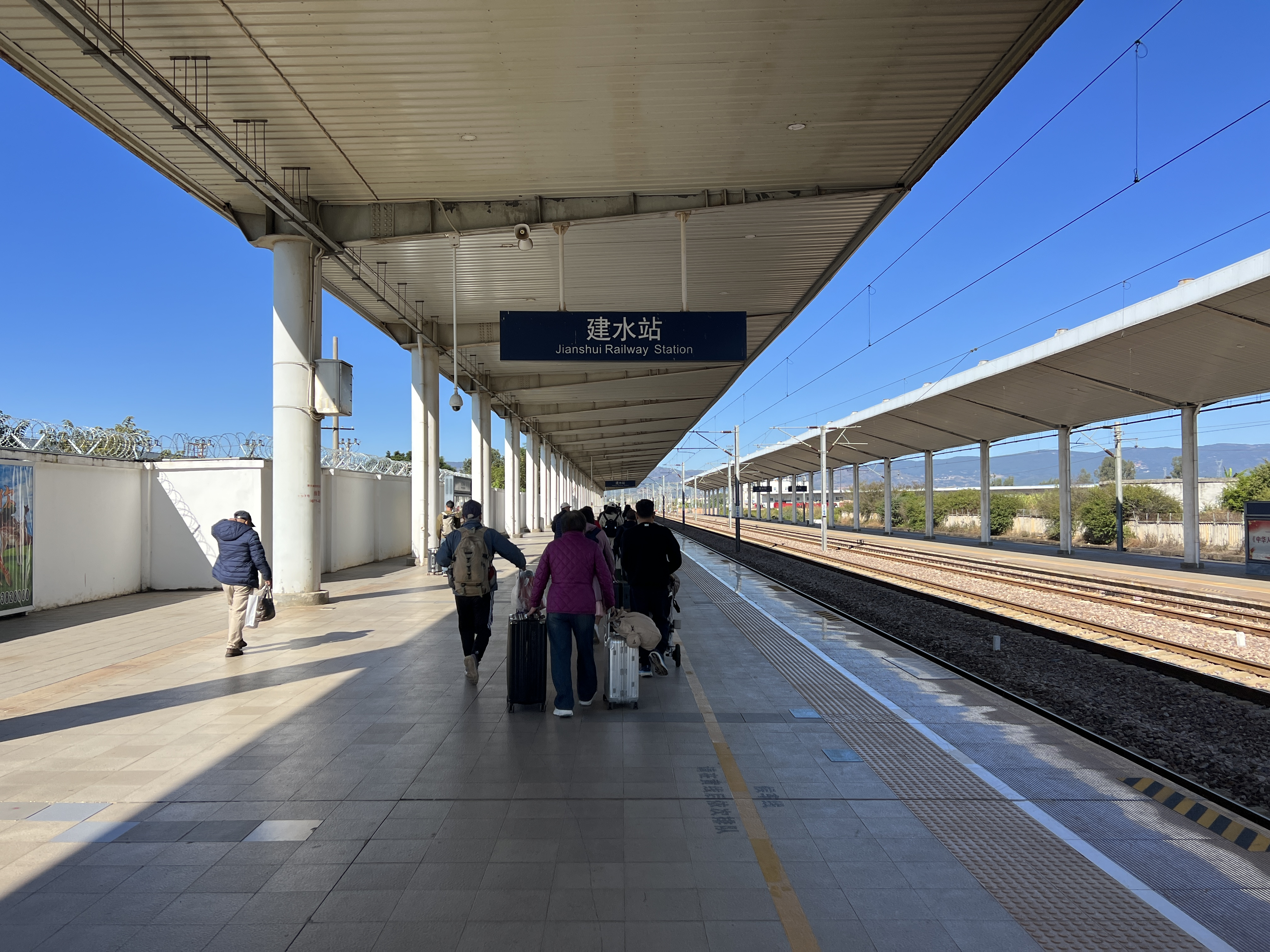
建水站站台（2024年12月）

## 歷史
- 建于2013年。

## 外部連結
- 中国铁路客户服务中心 （页面存档备份，存于）